# Zeloter
Zeloter var en politisk bevægelse i det 1. århundrede e.Kr.. (Perioden kaldes andet tempel i jødedommen). Zeloterne forsøgte at ophidse folket i Iudaeaprovinsen til at gøre oprør mod det romerske imperium og kaste romerne ud af Det hellige land ved våbenmagt især under det store jødiske oprør (66-70 e.Kr.). Josefus skriver, at de er en af de "fire sekter".

## Etymologi
Udtrykket ”Zelot”er på hebraisk kanai (קנאי, der ofte anvendes i flertalsform, קנאים (kana'im)), er de, der er nidkære på vegne af Gud. Udtrykket stammer fra græsk ζηλωτής (Zelotes), "emulator, nidkær beundrer eller tilhænger".

## Notes
1. ↑  zeloter | Gyldendal - Den Store Danske, Den Store Danske Encyklopædi
2. ↑  Zealot, Online Etymology Dictionary
3. ↑  Zelotes, Henry George Liddell, Robert Scott, "A Greek-English Lexicon", at Perseus

| Historie | Spire Denne historieartikel er en spire som bør udbygges. Du er velkommen til at hjælpe Wikipedia ved at udvide den. |